# شارميان هاسي
شارميان هاسي (بالإنجليزية: Charmian Hussey)‏ هي كاتِبة بريطانية، ولدت في 1939 في لندن في المملكة المتحدة.